# Уральский, Марк Леонович
Марк Леонович Уральский (род. 13 ноября 1948, Сталинск, Кемеровская область) — русский писатель, поэт, общественный деятель и публицист.

## Биография
Родился в 1948 году в городе Новокузнецке, в семье одного из технических руководителей Кузнецкого металлургического комбината им. И. В. Сталина (КМК), лауреата Сталинской премии Леона Яковлевича Уральского (1909—1974).
С 1950 года жил и работал в Москве; окончил Московский институт тонких химических технологий им. М. В. Ломоносова. В 1992 году эмигрировал в Германию.
До начала перестройки не публиковался. Входил в литературно-художественную группу «Мансарда» (Лев Кропивницкий, Лариса Зеневич, Константин Герасимов, Владимир Тучков, Мэльд Тотев, Генрих Сапгир и др.), участвовал в работе московского Клуба поэтов и литературного семинара при журнале «Юность» под руководством Кирилла Ковальджи. В годы Перестройки публиковался под псевдонимом Николай Марин.
Печатался в журналах «Вопросы литературы», «Знамя», «Зеркало», «Крещатик», «Новый журнал», «Берлин.Берега», в многотомном альманахе «Русские евреи в Америке» (Торонто-СПб.: Гиперион, 2005—2019. Кн. 1—20), научных сборниках «Strindbergiana». (Kopenhagen:Atlantis, 2016), «Творчество И. А. Бунина в историко-литературном контексте» (М.:Литфакт, 2019), «Мировое значение М. Горького» (М.:ИМЛИ РАН, 2019) и др. Книги Марка Уральского публикуют издательства «Алетейя» (СПб.), «Веб-Консальтинг» (М.), «Гешарим-Мосты культуры» (Иерусалим-М.), «Novum Verlag» (Berlin-Zürich-Neckenmarkt), «Водолей» (СПб.).

#### Сборники стихотворений и переводов
- 2021 — Пауль Целан. «Триумф пепла. Шесть авторских книг. Перевод Марка Уральского». СПб.: Водолей, 2021.ISBN 978-5-91763-544-6
- 2010 — «Куда летит кленовый лист. Поэты русского зарубежья (Германия)». — СПб.: Алетея. ISBN 9785914194212, 5914194210
- 2009 — «Тени Европы. Поэты русского зарубежья. Антология». — СПб.: Алетея. ISBN 978-5-91419-189-1
- 2008 — «Январский дождь. Поэты русского зарубежья. Антология». — СПб.: Алетея. ISBN 5914191165, 9785914191167

#### Публикации в СССР
- 1991—1992 — Николай Марин. Стихотворения и литературные заметки. Еженедельники «Советский цирк», «Арена».
- 1992 — Николай Марин. Стихотворения в альманахе «Мансарда». Сост. Лев Кропивницкий. — М.: «Конракт-ТМТ».
- 1991 — Николай Марин. Стихотворения в сборнике «Антология русского верлибра». — М.: «Прометей».
- 1991 — Николай Марин. «Янус». Сборник стихов. Оформление Л. Е. Кропивницкого — М.: «Конракт-ТМТ».
- 1988 — Николай Марин. «Евгений Леонидович Кропивницкий. Художник и поэт». — Искусство. № 9.